# Дроздово (Минская область)
Дроздо́во (бел. Дро́здава) — деревня в Боровлянском сельсовете Минского района Минской области Беларуси. Расположена в 5 км к востоку от Минска. Активно застраивающийся коттеджный посёлок.

## Население
- 2009 год (перепись) — 515 человек
- 1999 год (перепись) — 41 человек